# Povorino
Povorino (rusky Поворино) je město ve Voroněžské oblasti v Ruské federaci. Při sčítání lidu v roce 2010 mělo přes sedmnáct tisíc obyvatel.

## Poloha a doprava
Povorino leží na jihu Ocko-donské nížiny v jihovýchodní části Voroněžské oblasti jen několik kilometrů jižně od toku Chopjoru a několik kilometrů severně od hranice s Volgogradskou oblastí. Od Voroněže, správního střediska oblasti, je vzdáleno přibližně 220 kilometrů jihovýchodně.
Bližší větší města jsou Borisoglebsk jednadvacet kilometrů severozápadně, Novochopjorsk pětačtyřicet kilometrů západně a Urjupinsk přibližně padesát kilometrů jižně.
Jedná se o železniční uzel. Západně od města prochází dálnice R22 od Moskvy přes Tambov, která dále pokračuje přes Volgograd do Astrachaně. Po té je také vedena Evropská silnice 119.

## Dějiny
Povorino vzniklo v roce 1870 jako staniční osídlení při tehdy budované trati z Lipecku do Caricyna. Status města má od roku 1954.